# Кольоровий цемент
Кольоровий цемент — цемент із широкою гамою кольорів і чистотою тону.

Білий портландцемент або білий звичайний портландцемент (WOPC) схожий на звичайний, сірий портландцемент у всіх аспектах, за винятком високого ступеня білості. Отримання цього кольору вимагає суттєвих модифікацій способу виготовлення, і через це він дещо дорожчий, ніж сірий продукт.

Ефект забарвлення надають елементи домішок: хром, марганець, залізо, мідь, ванадій, нікель і титан. Кількість їх у білому цементі мінімізується наскільки це можливо. у  клінкері  Cr2O3 зменшуюсть нижче 0,003 %,  Mn2O3 утримується нижче 0,03 %, а  Fe2O3 — нижче 0,35 %.
Білий портландцемент також використовується в поєднанні з неорганічними пігментами для отримання бетонів і розчинів яскравого кольору. Звичайний цемент при використанні пігментів дає кольори, які можуть бути привабливими, але дещо тьмяними. За допомогою білого цементу можна легко отримати яскраві червоні, жовті та зелені. Синій бетон також можна виготовити за певні кошти. Пігменти можуть додаватися в бетономішалку. Крім того, щоб гарантувати повторюваний колір, деякі виробники постачають готові кольорові цементи, використовуючи білий цемент як основа. Білість WOPC (вимірюється значення відбиття «L» порошкоподібного матеріалу) повинна бути понад 85 %.